# 17904 Annekoupal
17904 Annekoupal è un asteroide della fascia principale. Scoperto nel 1999, presenta un'orbita caratterizzata da un semiasse maggiore pari a 2,2844527 UA e da un'eccentricità di 0,0990696, inclinata di 4,53504° rispetto all'eclittica.